# Раде Башић
Раде Башић (Доњи Гаревци, код Приједора, 21. март 1919 — Београд, 22. април 1991) био учесник Народноослободилачке борбе, пуковник ЈНА, друштвено-политички радник СФРЈ и СР Босне и Херцеговине, књижевник и народни херој Југославије.

## Биографија
Рођен је 21. марта 1919. године у селу Доњим Гаревцима, код Приједора. Основну школу је завршио у суседном селу Горњи и Доњи Орловци, нижу гимназију у Приједору, а више разреде гимназије у Бањалуци.
Још као ђак Приједорске гимназије, упознао се са многим друговима који су припадали револуционарном омладинском покрету. За време школовања у Бањалуци, укључио се у рад организације средњошколске и радничке омладине, која се окупљала око Културно-уметничког друштва „Пелагић“ и радничког Спортског друштва „Борац“.
После завршетка матуре, уписао је Правни факултет у Београду. За време студија био је повезан са другим студентима-комунистима и учествовао у свим акцијама студентске партијске организације. За време распуста, развијао је револуционарну делатност у околини Приједора и међу радницима Љубије. Због учешћа у противратним демонстрацијама септембра 1940. године, које су уједно биле у подршка љубијским рударима у штрајку, био је ухапшен и провео је петнаест дана у затвору. Крајем септембра 1940. године примљен је у Савез комунистичке омладине Југославије (СКОЈ), а 22. јуна 1941. године у Комунистичку партију Југославије (КПЈ).

### Народноослободилачка борба
По директиви приједорске партијске организације, заједно са Есадом Миџићем и Илијом Стојановићем, напустио је Приједор, јуна 1941. године, и отишао у поткозарска села, због рада на припреми устанка. Био је један од првих устаничких бораца на Козари, а септембра 1941. године је ушао у састав тек формираног Другог крајишког партизанског одреда, којим је руководио Младен Стојановић. У Одреду је био најпре политички делегат вода, затим заменик политичког комесара чете и комесар чете.
Учествовао је у многим борбама које су у то време вођене на Козари. За време велике офанзиве на Козари, у лето 1942. године, био је рањен при пробоју обруча, али је остао у чети и даље учествовао у жестоким борбама. Због умешног командовања за време немачке офанзиве, септембра 1942. године постављен је за помоћника Михајла Гачића, политичког комесара Четвртог батаљона тек формиране Пете крајишке козарачке бригаде. После борби за ослобођење Бихаћа, новембра 1942. постављен је за политичког комесара батаљона.
Са Четвртим батаљоном Пете козарачке бригаде учествовао је у борбама на Грмечу за време Четврте непријатељске офанзиве. У пролеће 1943. године заједно са својим куриром Драгутином Марјановићем, убио је седам немачких војника и на тај начин омогућио групи бораца свог батаљона да заплене четири хаубице. Септембра 1943. године постављен је за политичког комесара Дванаесте крајишке ударне бригаде, која се налазили у саставу Једанаесте крајишке дивизије. За изванредно руковање у борбама око Травника, октобра 1944. године, а посевно за уништење две усташке бојне на падинама Влашића, Радета Башића је похвалио генерал-мајор Славко Родић, командант Петог крајишког корпуса и поставио га за политичког комесара Десете крајишке дивизије. На овој функцији остао је до краја рата, маја 1945. године.
Читава његова породица учествовала је у Народноослободилачкој борби од првог дана устанка на Козари, а два његова рођена брата, Ђорђе и Славко, су погинули током рата.

### Послератни период
После ослобођења Југославије, обављао је разне одговорне дужности у Југословенској народној армији (ЈНА) — био је политички комесар Пете дивизије ЈА, а с те дужности прешао је у Југословенско ратно ваздухопловство (ЈРВ), где је био начелник Политичке управе. Демобилисан је у чину пуковника ЈНА и пребачен у резерву.
После демобилизације, најпре је био председник Народног одбора среза Приједор, а потом генерални директор Железаре у Зеници, члан Републичког одбора Социјалистичког савеза радног народа Босне и Херцњеговине и др. Био је народни посланик Скупштине Социјалистичке Републике Босне и Херцеговине и члан Централног комитета Савеза комуниста Босне и Херцеговине.
Умро је 22. априла 1991. године у Београду и сахрањен је у Алеји заслужних грађана на Новом гробљу у Београду.
Носилац је Партизанске споменице 1941. и других југословенских одликовања, међу којима су — два Ордена за храброст, Орден заслуга за народ за златном звездом, Орден братства и јединства са златним венцем и Орден партизанске звезде са сребрним венцем. Орденом народног хероја одликован је 20. децембра 1951. године.

## Књижевна дела
Још као гимназијалац, Раде Башић се бавио приповедачким радом, али је тек 1949. године озбиљније ушао у литературу. Објавио је књиге хроника Прича крјишких пролетера (Београд, 1952) и Козара љета четрдесет друге (Сарајево, 1956); војно-политичку студију Устанак и борба на Козари 1941–1942 (Београд, 1957); збирку анегдота из НОБ под називом Анегдоте из ослободилачког рата (Сарајево, 1957); збирку приповедака Дјеца Козаре (Београд, 1969) и романсирану биографију др. Младена Стојановића под називом — Доктор Младен (Београд, 1969). Објавио је и више чланака у Војноисторијском гласнику.
Написао је сценарио за филм Доктор Младен редитеља Мидхата Мутапџића, 1975. године, а сарађивао је и при изради сценарија за филм Козара редитеља Вељка Булајића, 1962. године.

## Галерија
- Споменик Радету Башићу у Приједору
- Гроб Радета Башића у Алеји заслужних грађана на Новом гробљу у Београду
- Орден народног хероја